# Charles Moss
Charles Moss (Ascot, Berkshire, 6 de març de 1882 – Solihull, West Midlands, 25 de juliol de 1963) va ser un ciclista anglès que va competir durant la dècada de 1910.
El 1912 prendre part en els Jocs Olímpics d'Estiu d'Estocolm, on va disputar dues proves del programa de ciclisme. Va guanyar la medalla de plata en la contrarellotge per equips, formant equip amb Frederick Grubb, Leonard Meredith i William Hammond, mentre en la contrarellotge individual acabà divuitè.